# Estadio Bernabé Pedrozo
El Estadio Bernabé Pedrozo es un estadio de fútbol ubicado en el barrio Republicano de la ciudad de Asunción, Paraguay. Es usado principalmente para encuentros de fútbol y pertenece al Club Silvio Pettirossi. Tiene una capacidad de 4000 espectadores. 
El Club Silvio Pettirossi tuvo su primer predio deportivo cerca del actual Mercado 4 (calles Battilana con Honduras), precisamente en el barrio Pettirossi, pero a finales de 1959 se empezó a buscar otro predio. Finalmente el entonces presidente del Club Cerro Porteño el Coronel Pablo Rojas proporcionó un predio en el barrio Republicano. En 1961 se inaugura el nuevo estadio en el predio actual. Uno de los principales promotores para la obtención de un nuevo predio fue el señor Bernabé Pedrozo, antiguo socio del club y en cuyo honor fue denominado el estadio.
En el año 2007 cuando el club obtuvo el derecho de volver a la Primera División al estadio se le hicieron varias mejoras, al campo de juego, a los vestuarios, a las cabinas de prensa y se construyó las graderías del sector norte con lo que la capacidad del estadio ascendió a los 4000 espectadores.